# Stormfok
De stormfok is een term uit de zeilvaart, waarmee een van de zeilen van een zeilschip aangeduid wordt.
De stormfok is op moderne, langsgetuigde schepen een fok, bevestigd aan het voorstag, vastgezet op de punt van de boot (op de boeg) en wordt aan de voorkant in de mast gehesen. De stormfok heeft een kleiner oppervlak dan de fok en is van zwaar zeildoek gemaakt met als doel hogere windsnelheden te kunnen weerstaan. Op de meeste zeiljachten is de stormfok dermate klein dat het zeil nauwelijks nog voortstuwing levert, maar voornamelijk dient om het schip in zware golven en harde wind in balans te houden.
Om de zichtbaarheid van het zeiljacht te verbeteren is een stormfok vaak geheel of gedeeltelijk uitgevoerd in feloranje zeildoek.
Voor zeiljachten voorzien van een rolfok bestaat een variant waarbij de stormfok niet rechtstreeks aan het voorstag wordt bevestigd, maar om het opgerolde voorzeil wordt bevestigd. Het voordeel hiervan is dat de rolfok niet eerst verwijderd hoeft te worden om de stormfok te hijsen, wat bij harde wind moeilijk kan zijn. Het nadeel is dat het schip met opgerolde fok meer wind vangt, wat ongunstig is voor de besturing, en er een risico is dat het opgerolde zeil kapotwaait.   
De stormfok wordt bij zeer harde wind gehesen in plaats van de fok (of de genua).